# NYTEX 스포츠 센터
NYTEX 스포츠 센터(NYTEX Sports Centre)는 미국 텍사스주 노스 리칠랜드 힐스에 위치한 실내 경기장이다. 과거 CHL 포트워스 브라마스의 홈경기장으로 사용했다. 